# Rogelio Sinán

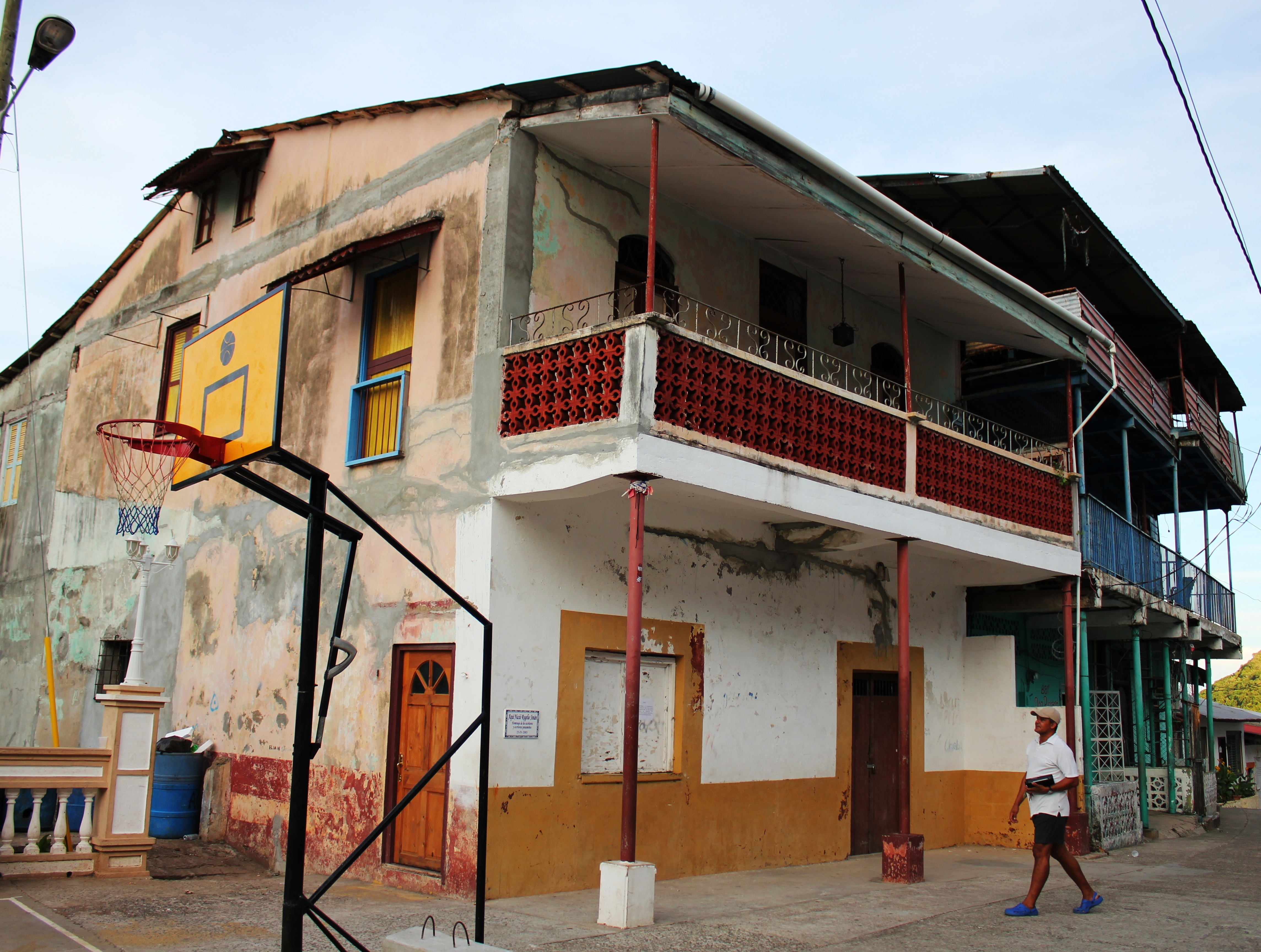
Haus Rogelio Sináns auf Taboga

Rogelio Sinán, eigentlich Bernardo Domínguez Alba, (* 25. April 1902 auf Taboga; † 4. Oktober 1994 in Panama-Stadt) war ein panamaischer Schriftsteller.
Sinán studierte Philosophie und Literatur in Chile und Italien. In Europa lernte er die surrealistischen und anderen avantgardistischen Strömungen seiner Zeit kennen. Mit seinem Werk Onda setzte die Avantgarde in Panama. In späterer Zeit war er im diplomatischen Dienst in Kalkutta tätig. Er war Begründer und Förderer unterschiedlicher Kulturinstitutionen in Panama und vor allem des Theaters.
Als Schriftsteller veröffentlichte er Erzählungen und Gedichte. Darüber hinaus betätigte er sich als Romanautor und verfasste Kindertheaterstücke.

## Werke (Auswahl)
- Onda, 1929
- La curarachita mandinga, 1937
- Incendio, 1944
- Plenilunio, 1947
- Los pájaros del sueño, 1957
- La boina roja, 1961
- Chiquilinga, 1961
- Cuna común, 1966
- Cuentos, 1971
- El conejito, 1976